# کیرسان ۵۵۷۰
سیارک ۵۵۷۰ (به انگلیسی: 5570 Kirsan، نامگذاری:1976GM7) پنج هزار و پانصد و هفتادمین سیارک کشف شده‌است که در ۴ آوریل ۱۹۷۶ کشف شد.
قدر مطلق سیارک برابر ۱۱٫۹۰ است.